# برج هزاره سوم
برج هزاره سوم یا برج میلینیوم از برج‌های با بلندای بیش از ۱۰۰ متر شهر تهران است که در خیابان شیخ بهایی و نزدیک به برج بین‌المللی تهران جای گرفته است. این برج ۳۴ طبقه در زمینی به مساحت ۱۵۲۰۰ متر مربع و با زیربنایی برابر با ۱۲۳۰۰۰ متر مربع، کاربری مسکونی و تجاری ساخته شده است.
مالک و کارفرمای این پروژه مجموعه‌ای از سهامداران در دو شرکت تعاونی مسکن آشیانه هلی‌کوپتر و شرکت ساختمانی و بازرگانی میلینیوم ایرانیان است.
بلندا و ارتفاع سازه برج ۱۱۰ متر از سطح زمین است و با در نظر گرفتن هلی پد و خرپشته ارتفاع برج به ۱۱۸ متر می‌رسد. برج شمالی و جنوبی مانند یکدیگرند اما برج میانی با وجود داشتن بلندای برابر سطح زیربنای بیشتری دارد. سه بخش تشکیل‌دهنده برج هزاره سوم روی هم مکعب مستطیل منظمی را شکل می‌دهند. ساخت این پروژه به دلیل مشکلات گوناگون با شهرداری تهران، وزارت مسکن و شهرسازی، معارضان زمین، مشکل پیمانکار پیشین و نیز تغییرات در طراحی سازه و غیره، از سال ۱۳۷۵ تاکنون ادامه داشته است.
برج هزاره سوم بزرگترین برج «مسکونی و تجاری» و یکی از برج‌های اسکلت تمام فلزی در ایران است.